# East Fishkill
East Fishkill – miasto w Stanach Zjednoczonych, w stanie Nowy Jork, w hrabstwie Dutchess.